# Saint-Melaine-sur-Aubance
Saint-Melaine-sur-Aubance är en kommun i departementet Maine-et-Loire i regionen Pays de la Loire i nordvästra Frankrike. Kommunen ligger i kantonen Les Ponts-de-Cé som tillhör arrondissementet Angers. År 2022 hade Saint-Melaine-sur-Aubance 2 209 invånare.

## Befolkningsutveckling
Antalet invånare i kommunen Saint-Melaine-sur-Aubance
| Referens: INSEE |